# Humphrey de Bohun, 3. Earl of Hereford

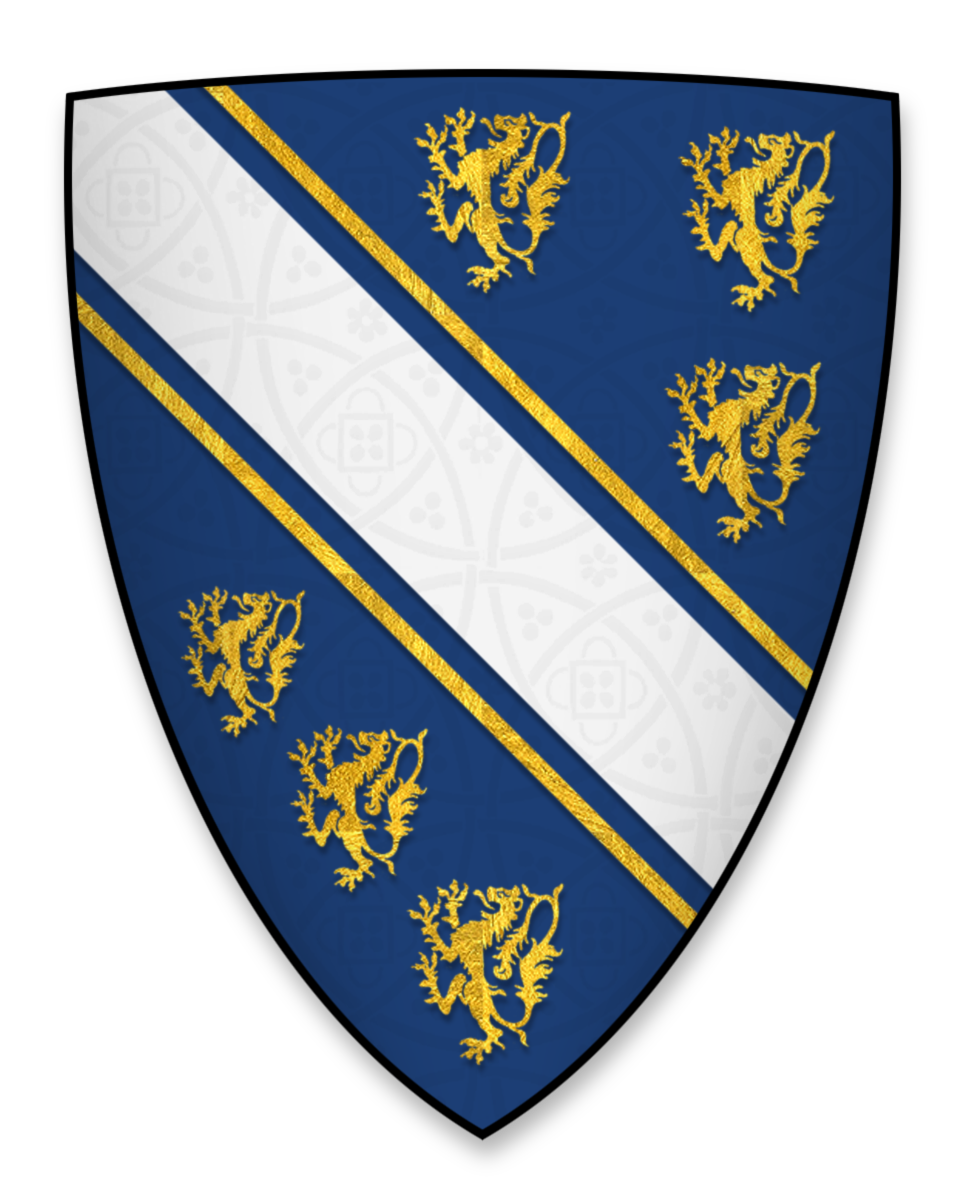
Wappen der Earls of Hereford

Humphrey de Bohun, 3. Earl of Hereford (auch Humphrey VI. de Bohun; * um 1249; † 31. Dezember 1298 bei Pleshey, Essex) war ein englischer Magnat. Er war Lord Warden of the Cinque Ports.

## Herkunft
Humphrey VI. de Bohun entstammte der anglonormannischen Familie Bohun. Er war ein Sohn von Humphrey V. de Bohun und von Eleanor de Braose, einer Tochter von William de Braose und Eva Marshal. Sein Vater war während des Zweiten Kriegs der Barone als Rebell gegen den König in der Schlacht von Evesham 1265 verwundet in Gefangenschaft geraten und starb wenig später. Von seiner Mutter, die bereits vor 1251 gestorben war, erbte Humphrey VI. Teile der Besitzungen der Familien Braose und Marshal in den Welsh Marches.

## Streit um Breconshire in Wales
Bis zu seiner Volljährigkeit fielen die von seiner Mutter geerbten Besitzungen in den Welsh Marches unter königliche Verwaltung. Breconshire übergab der König an Gilbert de Clare, 6. Earl of Hertford. Als Bohun 1270 volljährig wurde, versprach er Hertford die Zahlung von £ 1000, um das Recht zur Heirat zu erhalten. Große Teile von Breconshire waren allerdings ab 1262 von Llywelyn ap Gruffydd, dem Fürsten von Wales, erobert worden. Im Vertrag von Montgomery war der Besitz von Breconshire nicht eindeutig geklärt worden, und Bohun begann ab 1272 einen Kleinkrieg gegen Llywelyn ap Gruffydd um Breconshire. Bis 1275 konnte Bohun den Großteil der Baronie zurückerobern, wogegen Llywelyn ap Gruffydd bei König Heinrich III. und nach dessen Tod bei König Eduard I. protestierte. Bei der königlichen Ratsversammlung 1276 beschuldigte dagegen Bohun Llywelyn ap Gruffydd der Aggression gegen ihn, was mit zum Feldzug von König Eduard I. gegen Wales führte. Bohun diente während des Feldzugs in der königlichen Armee, und nach dem erfolgreichen Ende des Kriegs garantierte der König den Schutz seiner Besitzungen, damit Bohun eine Pilgerfahrt nach Santiago de Compostela antreten konnte.

## Weitere Konflikte in Wales
Nach dem Tod seines Großvaters Humphrey IV. de Bohun 1275 hatte Humphrey VI. dessen umfangreiche Besitzungen in England, vor allem in Essex und Wiltshire, sowie die Titel Earl of Hereford und Earl of Essex und das Amt des Lord High Constable of England geerbt. Neben dem Earl of Hertford und Richard von Cornwall, dem Cousin des Königs, war Bohun somit zu einem der mächtigsten englischen Magnaten aufgestiegen.
Auch am zweiten Feldzug zur Eroberung von Wales von 1282 bis 1283 nahm Bohun teil, nachdem er zu Beginn des Krieges Unruhen in Breconshire niedergeschlagen hatte. Nach dem Krieg begann Bohun jedoch Konflikte mit den benachbarten Marcher Lords, die zu offenen Fehden führten. König Eduard I. hatte 1284 John Giffard mit dem an Breconshire grenzenden Iscennen belohnt. Bohun betrachtete das Gebiet jedoch als ihm gehörend, da er es während der Eroberung von Wales besetzt hatte, und überfiel die Besitzungen von Giffard. Ein königliches Gericht bestätigte jedoch Giffard den Besitz und auch König Eduard I. bestätigte 1289 die Schenkung. Auch mit dem Earl of Hertford gab es weitere Schwierigkeiten, da dieser beklagte, dass Bohun die 1270 vereinbarte Gebühr für seine Heirat nie vollständig bezahlt hätte. Bohun hatte dagegen nicht verwunden, dass er während des Feldzugs gegen Wales von 1282 Hertford untergeordnet war. Auch während der Rebellion von Rhys ap Maredudd 1287 war Hertford und nicht er zum Befehlshaber der englischen Armee ernannt worden. Als Hertford an der Grenze zwischen Glamorgan und Breconshire mit dem Bau von Morlais Castle begann, behauptete Bohun, dass die Burg auf seinem Gebiet liege. Seine Behauptung war fragwürdig, zumal es ihm nie vollständig gelungen war, die Waliser in Breconshire zu unterwerfen. Entgegen dem Recht der Marcher Lords wandte sich Bohun 1289 an den König, worauf Hertford im Februar 1290 entgegen dem ausdrücklichen Verbot des Königs in einer offenen Fehde Breconshire überfiel und sich dabei auf sein Recht als Marcher Lord berief. Nach zwei weiteren Überfällen und Gegenaktionen griff der König ein und bestellte Bohun und Hertford vor ein königliches Gericht. Im Januar 1292 wurden beide vom Parlament zu Haftstrafen verurteilt, während Glamorgan und Breconshire vom König beschlagnahmt wurden. Bohun kam zwar schon bald wieder frei, doch erhielt er Breconshire erst am 15. Juli gegen eine Strafzahlung in Höhe von 1000 Mark zurück.

## Konflikt mit König Eduard I.

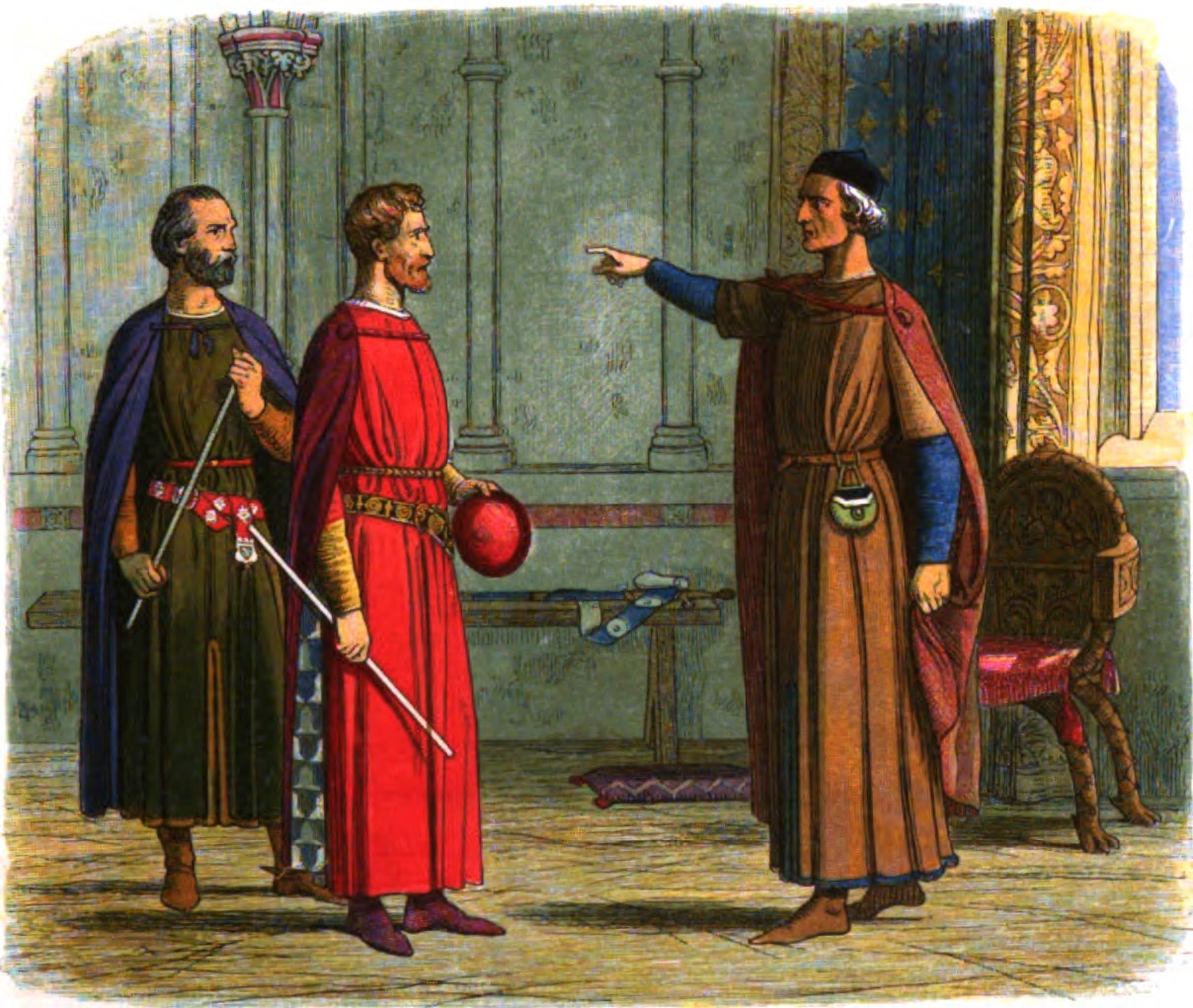
Humphrey de Bohun und Roger Bigod im Streit mit König Eduard I. Historisierende Darstellung von 1864

Bohun war sich sehr auf seine Titel und seine Würde bewusst. Als erblicher Constable von England verzichtete er während der Eroberungskriege in Wales ab 1277 auf seine Bezahlung, bat aber 1282 um seinen ihm zustehenden Anteil an den Eroberungen. Als er sich 1281 wegen ungerechtfertigter Misshandlungen während des Kriegs vor dem König verantworten sollte, verweigerte er unter Berufung auf seinen Status als Marcher Lord sein Erscheinen, was der König verärgert akzeptieren musste. 1280 beanspruchte er während der Vakanz des Bistums St David die Einkünfte aus den Besitzungen des Bischofs in seinen walisischen Besitzungen, worauf es zu einer bewaffneten Fehde kam. Auch nach dem Tod von Bischof William de Braose von Llandaff 1287 beanspruchte Bohun die Einkünfte aus den Gütern des Bischofs für sich, solange kein Nachfolger gewählt wurde. König Eduard I. versuchte nach der Eroberung von Wales, die Macht der Marcher Lords zu brechen. 1287 zwang er die Bohun und die Marcher Lords rasch, ihm die Besitzungen des Bistums zu übergeben. 1293 wies er Bohun im Parlament scharf zurecht, und 1297 sandte er entgegen dem Recht der Marcher Lords Untersuchungsbeamte nach Brecon, die die Beschwerden über die Herrschaft Bohuns untersuchten und die Beschwerdeführer unter den Schutz des Königs stellten.
Dies führte mit dazu, dass sich Bohun 1297 gegen den König stellte. Aufgrund der hohen Kosten des Französisch-Englischen Krieges kam es zu Widerstand gegen die königliche Politik. Als der König im Februar 1297 im Parlament die Magnaten bat, ihn in auf einen Feldzug in die Gascogne zu begleiten, verweigerte sich Roger IV. Bigod, Earl of Norfolk und Marshal von England. Der König berief dennoch eine Armee ein, doch Bigod als Marshal und Bohun als Constable kamen ihren Pflichten nicht nach. Als es im Juli 1297 bei London zu einem Treffen zwischen Vertretern des Königs und den Baronen kam, erklärte Bohun in einer langen Rede die Gründe für seine Verweigerung und verlangte, dass der König auf seine Beschwerden reagieren solle. Diese Rede wurde die Grundlage für die Remonstrances, den schriftlich festgelegten Forderungen der Barone. Der König versuchte verzweifelt, Geld für den Krieg einzutreiben, worauf Bohun und Bigod im August mit bewaffneten Gefolge vor dem Exchequer erschienen, um das Eintreiben von Steuern zu verhindern. Als nun die Schotten in Nordengland einfielen, musste der König den Baronen in den Urkunden De tallagio und Confirmatio cartarum Zugeständnisse machen. Er begnadigte Bohun und Bigod, die daraufhin am Feldzug gegen Schottland teilnahmen.
Er wurde in Walden Abbey, dem Familienkloster in Essex, begraben, das er durch große Stiftungen gefördert hatte.

## Familie und Nachkommen
Bohun heiratete 1275 Maud de Fiennes, eine Tochter von Enguerrand de Fiennes, Seigneur de Fiennes in Guînes, und von dessen Frau, einer Tochter von Jacques, Seigneur de Condé, Bailleul und Moriammez in Hainault. Er hatte einen Sohn, Humphrey (VII.), der sein Erbe wurde.